# تنسيق NeXML
NeXML هو معيار تبادل لتمثيل البيانات التشكيلية. تم استلهامها من تنسيق ملف Nexus المستخدم على نطاق واسع ولكن يستخدم XML لإنتاج تنسيق أكثر قوة لبيانات phogenogenetic الغنية. تشمل المزايا التحقق من بناء الجملة والتعليق الدلالي وخدمات الويب. التنسيق معتمد على نطاق واسع وله مكتبات في العديد من لغات البرمجة الشعبية للمعلوماتية الحيوية.

## روابط خارجية
- NeXML
- NeXML Github
- NeXML manual